# Tole alascensis
Tole alascensis is een geslacht van pissebedden uit de superfamilie Janiroidea. De wetenschappelijke naam van de soort is voor het eerst geldig gepubliceerd in 1905 door James Everard Benedict. Tole alascensis is niet aan een familie toegewezen en wordt ondergebracht in de Janiroidea incertae sedis.